# Wij zijn Nederland (lied)
Wij zijn Nederland is een single van Jan Smit, André Rieu, John de Bever en Jack van Gelder uit 2019. Dit lied werd geschreven door Jan Smit en Thomas Tol ter ere van het WK vrouwenvoetbal in 2019.